# 桜井真琴
桜井 真琴（さくらい まこと、本名非公開）は、新潟県生まれの日本の官能小説家。 

## 略歴
広告会社にてWEBデザイン、コピーライター業の傍ら、特選小説（辰巳出版）の短編『蜜指の記憶』でデビュー。新聞連載、小説誌での執筆、加え、電子書籍を配信中。2015年3月に『堕ちる　秘色の女子アナ』で長編デビュー。
愛知県在住。負けん気が強く、凜とした女性が官能に身をやつし、淫らに堕ちていく姿を描くことを得意としている。
新潟県生まれ。大学卒業後、広告会社で働いていたが、2012年、「特選小説」掲載「蜜指の記憶」で官能作家デビュー。 人妻や未亡人など、美熟の年上女性をヒロインとした作品を得意とし、また起伏に富んだストーリー展開に定評がある。。

## 作品

### 長編小説
- 『堕ちる　秘色の女子アナ』悦文庫（イースト・プレス）（2015.3.9）　ISBN 978-4781613062
- 『淫情ホテル』二見文庫（二見書房）（2017.2.27）　ISBN 978-4576170282
- 『人妻たちに、お仕置きを』二見文庫（二見書房）（2017.9.26）　ISBN 978-4576171456
- 『彼女の母と…』二見文庫（二見書房）（2018.3.26）　ISBN 978-4576180434
- 『人妻　交換いたします』二見文庫（二見書房）（2018.7.26）　ISBN 978-4576181189
- 『ほしがる田舎妻』竹書房ラブロマン文庫（竹書房）（2018.9.18）　ISBN 978-4801916081
- 『下町バイブ』二見文庫（二見書房）（2019.2.26）　ISBN 978-4576190297
- 『港町妻のとろみ』竹書房ラブロマン文庫（竹書房）（2019.4.8）　ISBN 978-4801918382
- 『田舎妻の淫ら祭り』竹書房ラブロマン文庫（竹書房）（2019.9.17）　ISBN 978-4801920071
- 『人妻温泉 癒やしの宿』双葉文庫（双葉社）（2019.12.12）　ISBN 978-4575523003
- 『ある日、お母さんが美少女に』実業之日本社（実業之日本社）（2020.4.7）　ISBN 978-4-408-55583-6
- 『人妻ゆうわくキャンプ』竹書房ラブロマン文庫（竹書房）（2020.4.20）　ISBN 978-4801922471
- 『人妻 夜の顔』二見文庫（二見書房）（2020.4.27）　ISBN 978-4576200637
- 『地方の人妻がいやらしすぎて』双葉文庫（双葉社）（2020.5.14）　ISBN 978-4575523621
- 『七人の人妻捜査官』二見文庫（二見書房）（2020.7.27）　ISBN 978-4576201153
- 『欲情ハーレム病棟』竹書房ラブロマン文庫（竹書房）（2020.7.29）　ISBN 978-4801923409
- 『マジで中出し五秒前』紅文庫（ジーウォーク）（2020.8.26）　ISBN 978-4867170649
- 『田舎の盛り妻』竹書房ラブロマン文庫（竹書房）（2020.10.28）　ISBN 978-4801924307
- 『艶めき同窓会』双葉文庫（双葉社）（2020.11.12）　ISBN 978-4575524239
- 『田舎のしたがり未亡人』悦文庫（イースト・プレス）（2021.1.8）　ISBN 978-4781619477
- 『女性社長 出資の代償』二見文庫（二見書房）（2021.1.26）　ISBN 978-4576210131
- 『なまめき地方妻』竹書房ラブロマン文庫（竹書房）（2021.4.12）　ISBN 978-4801926141
- 『灰色の病棟』二見文庫（二見書房）（2021.4.26）　ISBN 978-4576210612
- 『兄嫁を孕ませて』艶情文庫（三交社）（2021.5.28）　ISBN 978-4815575434
- 『淫情アパート』双葉文庫（双葉社）（2021.6.10）　ISBN 978-4575524826
- 『とろみつ図書館』竹書房ラブロマン文庫（竹書房）（2021.8.2）　ISBN 978-4801927575
- 『内閣〈色仕掛け〉担当局』二見文庫（二見書房）（2021.9.27）　ISBN 978-4576211558
- 『ふしだら田舎妻めぐり』竹書房ラブロマン文庫（竹書房）（2021.11.1）　ISBN 978-4801928589
- 『突撃! 隣りの団地妻』双葉文庫（双葉社）（2021.12.16）　ISBN 978-4575525274
- 『特命調査室 桐野玲子 あぶない囮捜査』紅文庫（ジーウォーク）（2022.2.24）　ISBN 978-4867172865
- 『ときめき夜行バス』悦文庫（イースト・プレス）（2022.3.10）　ISBN 978-4781620572
- 『義母と義姉とぼくの淫ら新生活』竹書房ラブロマン文庫（竹書房）（2022.4.18）　ISBN 978-4801930773
- 『義母は未亡人アイドル』艶情文庫（三交社）（2022.5.30）　ISBN 978-4815575540
- 『地方のホテルがいやらしすぎて』双葉文庫（双葉社）（2022.6.16）　ISBN 978-4575525816
- 『分校の女教師』二見文庫（二見書房）（2022.6.27）　ISBN 978-4576220956
- 『みだら家庭訪問 濡れる田舎妻』竹書房ラブロマン文庫（竹書房）（2022.8.1）　ISBN 978-4801932159
- 『とろめき熟女と夢の新性活』竹書房ラブロマン文庫（竹書房）（2022.10.31）　ISBN  978-4801933156
- 『人妻アフターサービス』双葉文庫（双葉社）（2022.12.15）　ISBN 978-4575526288
- 『淫ら人妻研究員』マドンナメイト+（二見書房）（2023.1.11）　ISBN 978-4576230054
- 『人妻囮捜査官』悦文庫（イースト・プレス）（2023.3.10）　ISBN 978-4781621784
- 『おいしい混浴温泉』竹書房ラブロマン文庫（竹書房）（2023.4.17）　ISBN 978-4801935129
- 『熟れごろ人妻 旬の味』双葉文庫（双葉社）（2023.6.14）　ISBN 978-4575526745
- 『義母と隣り妻とぼくの蜜色の日々』竹書房ラブロマン文庫（竹書房）（2023.7.31）　ISBN 978-4801936294
- 『甘えたい、エッチな奥さまたち』紅文庫（ジーウォーク）（2023.10.25）　ISBN 978-4867176351
- 『帰りたくない人妻』竹書房ラブロマン文庫（竹書房）（2023.10.30）　ISBN 978-4801937512
- 『ほっこり人妻鍋』双葉文庫（双葉社）（2023.12.13）　ISBN  978-4575527155
- 『地方の役場がいやらしすぎて』双葉文庫（双葉社）（2024.2.14）　ISBN  978-4575527339
- 『義母と蜜色の田舎暮らし』竹書房ラブロマン文庫（竹書房）（2024.4.15）　ISBN 978-4801939554
- 『人妻アプローチ』双葉文庫（双葉社）（2024.6.12）　ISBN 978-4575527643
- 『とろめき民宿で淫ら夏休み』竹書房ラブロマン文庫（竹書房）（2024.7.22）　ISBN 978-4801940611
- 『夏の終わり　寂しがり屋の人妻』双葉文庫（双葉社）（2024.9.11）　ISBN 978-4575527940
- 『濡れ巫女の里』竹書房ラブロマン文庫（竹書房）（2024.10.21）　ISBN  978-4801941847
- 『地方の社宅がいやらしすぎて』双葉文庫（双葉社）（2025.2.13）　ISBN 978-4575528282
- 『義母と孤島で淫らな日々』竹書房ラブロマン文庫（竹書房）（2025.4.14）　ISBN  978-4801944244
- 『地方の教師がいやらしすぎて』双葉文庫（双葉社）（2025.6.11）　ISBN 978-4575528565
- 『僕のセフレは妻の姉』竹書房ラブロマン文庫（竹書房）（2025.7.28）　ISBN  978-4801945654

### 短編小説
『特選小説』（辰巳出版）
- 「蜜指の記憶」(2012.5)
- 「夏色天使」(2012.9)
- 「制服アバンチュール」(2013.2)
- 「調教カウンセリング」(2013.5)
- 「せとものの街」(2013.12)
- 「雪のぬくもり」(2014.4)
- 「目隠しの恋」(2014.8)
- 「ビニールハウスの下着」(2014.12)
- 「帰れない二人」(2015.5)
- 「義母は十九歳」(2015.10)
- 「愛人シェア」(2016.3)
- 「従順な隣の奧さん」(2016.8)
- 「ジャパニーズ・ボーイ」(2017.3)
- 「義姉を孕ませて」(2017.9)
- 「精子バンクの罠」(2018.2)
- 「人妻ドーピング検査」(2018.11)
- 「悩殺人妻ポールダンサー」(2019.5)
- 「鼈しゃぶしゃぶ」(2019.11)
- 「喪服未亡人のカラダ」(2020.3)
- 「北陸の町」(2020.7)
- 「秋の夜長の温泉街」(2020.11)
- 「寝取らせ妻」(2021.3)
- 「魅惑の人妻家政婦」(2021.7)
- 「とろける熟女の秋」(2021.11)
- 「永久ソープ嬢」(2022.3)
- 「バーチャルオジサンの恋愛事情」(2022.8)
- 「炎上未亡人」(2023.1)
- 「忘れじの尻」(2023.5)
- 「漁師町の女」(2024.1)
- 「浮き指」(2024.7)
- 「冷笑系男子と情熱系女子」(2024.11)
- 「義母の鑑」(2025.3)
- 「バースデイ・プレゼント」(2025.7)

### 連載
- スポーツニッポン　「渚のハーレム♡パラダイス」（2025年7月〜連載中）
- 週刊実話　「ギャル刑事　囮捜査課」※桐島寿人（2024年9月〜2025年2月）